# دكروة مبرقشة
دكروة مبرقشة (الاسم العلمي:Dichroa versicolor) هي نوع من النباتات تتبع جنس الدكروة من الفصيلة الهدرانجية.